# Kłodnica Dolna
Kłodnica Dolna – wieś w Polsce położona w województwie lubelskim, w powiecie lubelskim, w gminie Borzechów.
W latach 1975–1998 miejscowość administracyjnie należała do województwa lubelskiego.
Wieś stanowi sołectwo gminy Borzechów. Według Narodowego Spisu Powszechnego z roku 2011 wieś liczyła 397 mieszkańców.
W latach 1954–1962 wieś była siedzibą gromady Kłodnica Dolna.
Wieś jest siedzibą rzymskokatolickiej parafii Najświętszego Serca Jezusowego.